# اليكسندر فازيليف
اليكسندر فازيليف (بالبلغارية: Александър Василев) (27 أبريل 1995 في بلغاريا - ) هو لاعب كرة قدم بلغاري في مركز الدفاع. شارك مع منتخب بلغاريا تحت 19 سنة لكرة القدم ومنتخب بلغاريا تحت 21 سنة لكرة القدم. أما مع النوادي، فقد لعب مع نادي لودوغورتس رازغراد وFC Kaliakra Kavarna ‏ ولودوغورتس رازغاردز II ‏ وFC Chavdar Etropole ‏.

## روابط خارجية
- اليكسندر فازيليف على موقع الاتحاد الأوربي (الإنجليزية)
- اليكسندر فازيليف على موقع قاعدة بيانات كرة القدم.إي يو (الإنجليزية)
- اليكسندر فازيليف على موقع ناشيونال فوتبول تيمز (الإنجليزية)
- اليكسندر فازيليف على موقع Soccerway.com (الإنجليزية)
- اليكسندر فازيليف على موقع AS.com (الإسبانية)